# Хунгандя (нижний приток Омолона)
Хунгандя (Хунганджа) — река в России, на севере Дальнего Востока, правый приток Омолона. Протекает по территории Северо-Эвенского района Магаданской области. Длина — 26 км. Река протекает по заболоченной межгорной долине. Населённые пункты вблизи отсутствуют.
Название в переводе с эвенск. Хунанда — «сильно вьюжная».